# Cœur Défense
Cœur Défense – wieżowiec w Paryżu, we Francji, w dzielnicy La Défense, o wysokości 161 m. Budynek został otwarty w 2001, liczy 40 kondygnacji.